# La Voz Extremeña
La Voz Extremeña fue un periódico español editado en Badajoz entre 1931 y 1936.

## Historia
Fundado en marzo de 1931 por el Partido Radical, se convirtió en órgano provincial del partido en Badajoz. Continuó editándose durante todo el periodo de la Segunda República, hasta el comienzo de la guerra civil.